# 翼萼凤仙花
翼萼凤仙花（学名：[Impatiens pterosepala] 错误：{{Lang}}：文本有斜体标记（帮助））为凤仙花科凤仙花属的植物，是中国的特有植物。分布于中国大陆的河南、湖北、湖南、陕西、安徽、四川等地，生长于海拔1,500米至1,700米的地区，一般生长在山坡灌丛中、林下阴湿处及沟边，目前尚未由人工引种栽培。